# Операція «Чикаго»

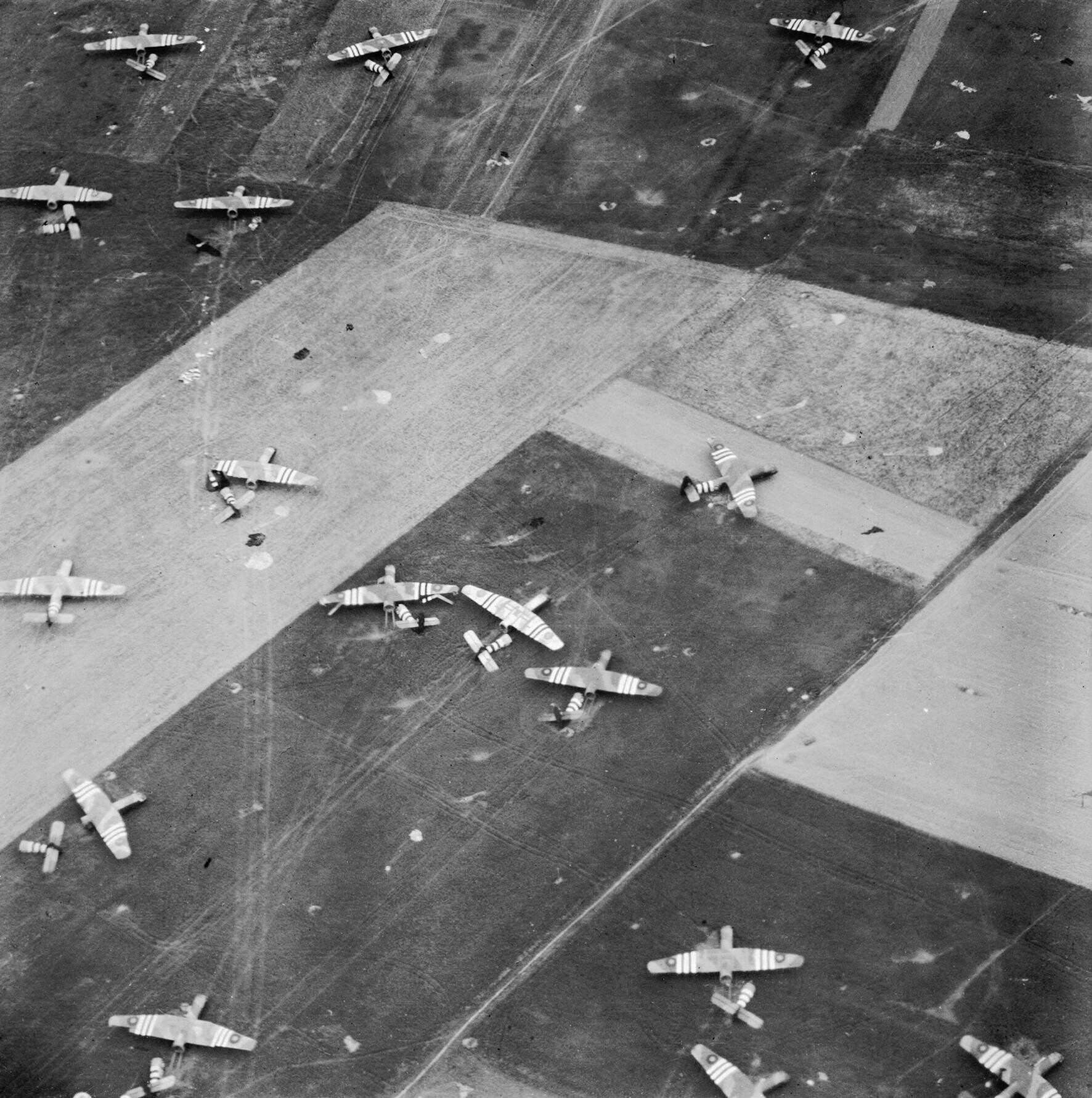
Планери після висадки десанту

Опера́ція «Чика́го» (англ. Mission Chicago) — одна зі складових Нормандської повітрянодесантної операції, яка була проведена американськими повітрянодесантними військами 6 червня 1944 на території Франції в ході висадки військ союзників в Нормандії.
Головним завданням операції ставилося проведення десантування посадочним способом планерів з підкріпленнями 101-ї повітрянодесантної дивізії на узбережжя Нормандії.

## Десантування101-ї дивізії— місія «Чикаго»
| Серія | Підрозділ | Формування ВТА            | Кіл-сть літаків C-47 | Кіл-сть планерів | Аеродром зльоту      | Площадка приземлення | Час десантування |
| 27    | 2 зенабатр 81-го зенад; інженерні підр-ли; підр-ли 327-го планерного полку: * штаб полку; * протитанковий взвод; * рота зв'язку; * штабна рота | 434-та тактична група ВТА | 52                   | 52 CG-4          | Олдермаст (база ВПС) | LZ E                 | 04:00            |

### Операції «Чикаго» та«Детройт»
Із настанням світанку союзники здійснили спробу посилити десант, висадивши двома місіями «Чикаго» (для 101-ї дивізії) та «Детройт» (для 82-ї дивізії) планерний десант. Кожний ешелон мав у своєму складі по 52 планери Waco CG-4, якими на поле бою доставили протитанкову артилерію та підкріплення для посилення протитанкової оборони десантників на полі бою. Місії піднялися в повітря, коли літаки з основними силами десанту були ще на шляху до районів бойових дій. Місія «Чикаго» мала успіх, майже 92 % військ приземлилося в радіусі 3 км від центру визначеної зони.
Операція «Чикаго», що стала 27-м етапом десантної операції, злетіла вночі о 01:19 з військово-повітряної бази королівських ВПС Олдермастон та вирушила на південь, маючи на борту 155 десантників, бульдозер, 16 57-мм протитанкових гармат, 25 автомашин типу «Джип», 2,5 тони боєприпасів та 11 тон вантажів, у тому числі потужну радіостанцію SCR-499 дивізійної ланки для КП 101-ї дивізії.
Після перешикування для перельоту морем у бойовий порядок стрій взяв курс на Нормандію, прямуючи на плацдарм «Юта». Під вогнем противника із землі один із транспортників звалився вниз біля Пон-лаббе, потягнувши за собою планер. Ще 7 літаків із планерами зазнали серйозних пошкоджень. Літаки продовжували рух в напрямку зони приземлення LZ E та невдовзі почали відчіпляти планери. Зона приземлення LZ E знаходилася поруч із зоною приземлення 506-го полку DZ C. О 03:54 49 планерів із 52 здійснили посадку на землю Франції у визначеному районі. Наведення транспорту здійснювалося за допомогою радіомаяка «Еврика» та галогенних вогнів, що чітко позначали межі майданчику. 6-ти планерам вдалося приземлитися влучно в межах поля, 15 — на незначній відстані від LZ E, 10 — на поле біля Форгез, а 18, що залишилися — за винятком 1 — приземлилися східніше на відстані 3 км. Техніці вдалося сісти достатньо вдало, незважаючи на пошкодження, отримані через зіткнення з деревами, в основному тими літаками, що приземлилися поза межами зони, більшість десантників не отримала значних травм та вантажі були цілі. Проте на борту одного з планерів внаслідок жорсткої посадки планера розбився заступник командира 101-ї повітрянодесантної дивізії бригадний генерал Дон Пратт, що відповідав за організацію взаємодії з військами, які висаджувалися з моря. Загальні втрати становили 5 загиблих, 17 поранених та 7 зниклих безвісти. До світанку командування дивізії організувало збір планерного десанту та доставку їх до місця призначення.